# Antipodogomphus edentulus
Antipodogomphus edentulus är en trollsländeart som beskrevs av Watson 1991. Antipodogomphus edentulus ingår i släktet Antipodogomphus och familjen flodtrollsländor. Inga underarter finns listade i Catalogue of Life.